# Ellens dritter Gesang

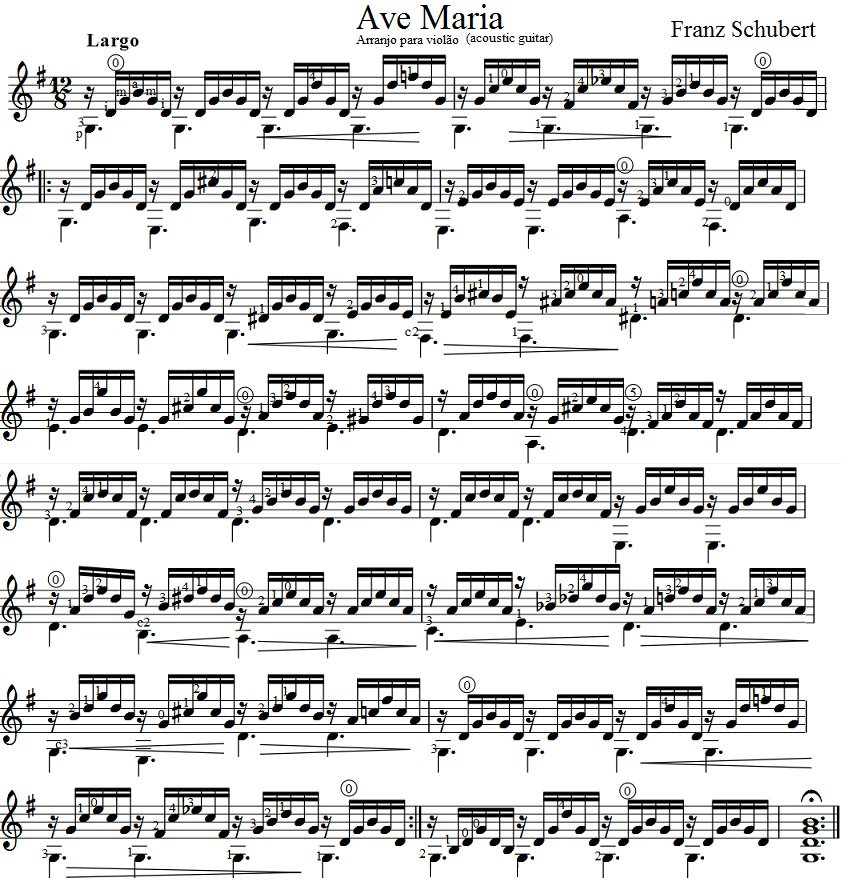
Ave Maria för akustisk gitarr

Ellens dritter Gesang, Ellens tredje sång eller Ellens sång No. 3, mera känd som (Schuberts) Ave Maria, är en sång skriven för sopran och piano av Franz Schubert till text ur Walter Scotts berättande diktcykel The Lady of the Lake (Sjöfröken), D 839, opus 52 nummer 6, daterad 1825. Sången har blivit ett av Schuberts mest kända stycken. Den alternativa titeln, som inte är ursprunglig, kommer sig av att texten börjar med orden "Ave Maria" ("Hell dig, Maria") ur den gamla latinska bönen. Senare har stycket också kommit att sjungas med den texten, som råkar passa väl till melodin. Peter Jöback tolkade låten på svenska på julalbumet Jag kommer hem igen till jul 2002.

## Texten
| Adam Storcks tyska översättning, använd av Schubert Ave Maria! Jungfrau mild, Erhöre einer Jungfrau Flehen, Aus diesem Felsen starr und wild Soll mein Gebet zu dir hinwehen. Wir schlafen sicher bis zum Morgen, Ob Menschen noch so grausam sind. O Jungfrau, sieh der Jungfrau Sorgen, O Mutter, hör ein bittend Kind! Ave Maria! Ave Maria! Unbefleckt! Wenn wir auf diesen Fels hinsinken Zum Schlaf, und uns dein Schutz bedeckt Wird weich der harte Fels uns dünken. Du lächelst, Rosendüfte wehen In dieser dumpfen Felsenkluft, O Mutter, höre Kindes Flehen, O Jungfrau, eine Jungfrau ruft! Ave Maria! Ave Maria! Reine Magd! Der Erde und der Luft Dämonen, Von deines Auges Huld verjagt, Sie können hier nicht bei uns wohnen, Wir woll'n uns still dem Schicksal beugen, Da uns dein heil'ger Trost anweht; Der Jungfrau wolle hold dich neigen, Dem Kind, das für den Vater fleht. Ave Maria! | Den engelska originaltexten av sir Walter Scott Ave Maria! maiden mild! Listen to a maiden's prayer! Thou canst hear though from the wild, Thou canst save amid despair. Safe may we sleep beneath thy care, Though banish'd, outcast and reviled - Maiden! hear a maiden's prayer; Mother, hear a suppliant child! Ave Maria! Ave Maria! undefiled! The flinty couch we now must share Shall seem this down of eider piled, If thy protection hover there. The murky cavern's heavy air Shall breathe of balm if thou hast smiled; Then, Maiden! hear a maiden's prayer; Mother, list a suppliant child! Ave Maria! Ave Maria! stainless styled! Foul demons of the earth and air, From this their wonted haunt exiled, Shall flee before thy presence fair. We bow us to our lot of care, Beneath thy guidance reconciled; Hear for a maid a maiden's prayer, And for a father hear a child! Ave Maria! |